# Conurbación de Santa Elena
La Conurbación de Santa Elena  es una conurbación de Ecuador ubicada en la Provincia de Santa Elena. Está localizada en la península del mismo nombre y está integrada por las ciudades de Santa Elena, La Libertad y Salinas como también de las parroquias aledañas a las mismas.
Esta conurbación se forma debido a la cercanía de las tres ciudades a su conexión y a la relación fraterna entre ellas. 

## Demografía
La conurbación de Santa Elena suma una población de 208.693 habitantes, Santa Elena con 144.076 habitantes, Salinas con 68.675 habitantes y La Libertad con 95.942 habitantes.
La conurbación tiene una personalidad urbana debido a su cercanía y a la preferencia de las persona por vivir, trabajar y estudiar en las ciudades integrantes.